# Carmen Casanova
Carmen Casanova (Vignogn, 17 dicembre 1980) è un'ex sciatrice alpina svizzera specialista delle prove veloci.

## Biografia
La sciatrice grigionese originaria di Vignogn (comune in seguito accorpato a Lumnezia) iniziò a partecipare a gare FIS nel gennaio del 1996 ed esordì nel circuito continentale della Coppa Europa il 7 febbraio 1997 disputando la discesa libera di Sankt Moritz, che chiuse al 45º posto. Il 6 gennaio 2005 debuttò in Coppa del Mondo nella discesa libera di Santa Caterina Valfurva, classificandosi al 26º posto; nella stessa stagione in Coppa Europa conquistò i suoi unici tre podi (due le vittorie) nel circuito, tra l'11 e il 15 gennaio a Megève, e anche grazie a quei piazzamenti vinse la classifica di discesa libera quell'anno.
Nel corso della sua carriera in Coppa del Mondo raccolse, come migliori risultati, due decimi posti, entrambi in discesa libera: il primo il 21 gennaio 2006 a Sankt Moritz, il secondo il 1º dicembre dello stesso anno a Lake Louise. Si ritirò nel 2009; la sua ultima gara in carriera fu la discesa libera di Coppa del Mondo disputata a Tarvisio il 21 febbraio di quell'anno e chiusa dalla Casanova al 33º posto. In carriera non prese parte né a rassegne olimpiche né iridate.

## Palmarès

### Coppa del Mondo
- Miglior piazzamento in classifica generale: 71ª nel 2006

### Coppa Europa
- Miglior piazzamento in classifica generale: 14ª nel 2005
- Vincitrice della classifica di discesa libera nel 2005
- 3 podi
  - 2 vittorie
  - 1 secondo posto

#### Coppa Europa - vittorie
| Data            | Località | Paese   | Specialità |
| --------------- | -------- | ------- | ---------- |
| 11 gennaio 2005 | Megève   | Francia | SG         |
| 14 gennaio 2005 | Megève   | Francia | DH         |

Legenda:

DH = discesa libera

SG = supergigante